# Diecezja Vannes
Diecezja Vannes – diecezja Kościoła rzymskokatolickiego w północno-zachodniej Francji, w metropolii Rennes. Powstała w V wieku, obecny kształt terytorialny uzyskała w roku 1801.